# Нуун-Ухоль-Чаак
Нуун-Ухоль-Чаак (д/н — бл.679) — ахав Мутуля у бл. 648—679 роках.

## Життєпис
Старший син ахава К'ініч-Муваахн-Холя II. Після смерті батька близько 648 року стає ахавом, втім дата церемонії інтронізації невідома. Із самого початку його владу не визнав брат Баахлах-Чан-К'авііль, що затвердився у Дос-Піласі. В день 9.10.15.4.9, 4 Мулук' 2 Кумк'у (7 лютого 648 року) під Сакха'алєм родич мутульського ахава — Лам-Наах-К'авііль зазнав поразки і загинув в битві проти Баахлах-Чан-К'авііля. Втім Нуун-Ухоль-Чаак зумів зберегти трон. Боротьба тривала з перемінним успіхом до 657 року.
У день 9.11.4.5.14, 6 Хіш 2 К'аяб (15 січня 657 року) державу Нуун-Ухоль-Чаака атакувала коаліція на чолі із Йукноом-Ч'еєном II, калоомте Канульського царства, який захопив столицю Йашмутуль, змусивши Нуун-Ухоль-Чаак втекти. Втім останній продовжив боротьбу. Зрештою до 662 року було укладено угоду, за якою Нуун-Ухоль-Чаак визнавав зверхність Канульської держави в обмін на визнання його ахавом. Договір було закріплено спільною участю Нуун-Ухоль-Чаака і Баахлах-Чан-К'авііля в церемонії ініціації спадкоємця канульского трону Йукноом-Їч'аахк-К'ахк'а, яка мала місце у місті Яша'.
Втім цю угоду Нуун-Ухоль-Чаак використав як можливість підготуватися до нового протистояння. Наприкінці 672 року він несподівано порушив перемир'я, увірвався в Петешбатун і в день 9.12.0.8.3, 4 Ак'баль 11 Муваахн (11 грудня) захопив Дос-Пілас, змусивши Баахлах-Чан-К'авііля тікати до Чаахкнааху. В свою чергу Нуун-Ухоль-Чаак продовжував наступ: в день 9.12.0.16.14, 6 Хіш 17 Сек (31 травня 673 року) його військом було спалено два поселення, а в 9.12.1.0.3, 9 Ак'баль 6 Яшк'ін (29 червня 673 року) захоплено Чаахкнаах. У відповідь проти мутульського володаря рушив Йукноом-Ч'еєн II. У день 9.12.5.9.14, 2 Хіш 17 Муваахн (16 грудня 677 року) канульські війська захопили місто Пулууль, в якому тоді перебував Нуун-Ухоль-Чаак, змусивши його до втечі. Через декілька днів він втратив Дос-Пілас.
Вирішальна битва між військами Нуун-Ухоль-Чаака і Баахлах-Чан-К'авііля відбулася в день 9.12.6.16.17, 11 Кабан 10 Соц' (3 травня 679 року), в якій Нуун-Ухоль-Чаак зазнав нищівної поразки. Незабаром після цього він загинув (за іншою версією — під час битви).